# Старица (станция, населённый пункт)
Старица — посёлок при ж/д станции в Старицком районе Тверской области при одноимённой железнодорожной станции, расположенный в 10 км к северо-западу от города Старица. Население на начало 2008 года — 1053 жителя. Административный центр сельского поселения «станция Старица», образованного в 2012 году.
Находится на автодороге — «Торжок—Высокое—Берново—Старица».
В посёлке находится товарно-пассажирская железнодорожная станция Старица бывшего Московского отделения Октябрьской железной дороги, расположенная на 95-м километре линии Лихославль — Вязьма, имеющая здание вокзала и путевое развитие. На станции останавливаются все проходящие её пассажирские поезда — по состоянию на 2011 г. 2 пары пригородных в день (Ржев — Торжок) и один дальнего следования (Санкт-Петербург — Смоленск) — через день.

## История
Посёлок возник после открытия станции на линии Новоторжской железной дороге в 1874 году. В 1912 году насчитывал 154 хозяйства, 906 жителей.
В 1997 году в посёлке 496 хозяйств, 1258 жителей. Правление колхоза «Новая заря», СУ-6 газопровода, автовокзал, леспромхоз, льносемстанция, нефтебаза, «Вторчермет», объединение «Райпромхимия», отделение АО «Старицкая сельхозтехника», торговая база, швейный цех, хлебопекарня, средняя школа, детсад, ясли, дом народного творчества, библиотека, амбулатория, отделение связи, магазины.

## Население
| 1912 | 1997  | 2002  | 2008  | 2010  |
| ---- | ----- | ----- | ----- | ----- |
| 906  | ↗1258 | ↘1166 | ↘1053 | ↗1100 |

## Инфраструктура
В посёлке имеются Средняя общеобразовательная школа станции Старица, детский сад, фельдшерско-акушерский пункт, отделение почтовой связи.